# Constitution thaïlandaise de 1952
Pour les articles homonymes, voir Constitution de la Thaïlande.
Constitution thaïlandaise de 1949 Constitution thaïlandaise de 1959
La Constitution de 1952 était la loi fondamentale de la Thaïlande de 1952 à 1957. Elle a été promulguée le 8 mars 1952 par le roi Rama IX   et fut abrogée le 16 septembre 1957.